# Laurance Labadie
Laurance Labadie (ur. 4 czerwca 1898, zm. 1975) – amerykański pisarz i działacz anarchoindywidualistyczny. Jego ojcem był Joseph Labadie, twórca Labadie Collection. 

## Życiorys
Labadie urodził się 4 czerwca 1898. Był najmłodszym dzieckiem Sophie i Josepha Labadie. Pod wpływem ojca już w wieku 16 lat zaangażował się w ruch robotniczy. Pracował jako mechanik w Detroit i był samoukiem. Podczas Wielkiego Kryzysu pisał dla czasopisma „Discussion – A Journal of Free Spirits”. W tamtym czasie przyłączył się do strajku pracowników, którzy protestowali przeciwko dziesięciogodzinnemu dniu pracy. Wtedy to pisał do swojej rodziny: „niedługo zostanę związkowcem. Regularnym agitatorem”. W międzyczasie, w każdy piątkowy wieczór uczęszczał do Cass Technical High School. Nie był dobrym uczniem, sprzeciwiał się szkolnej edukacji, co też możemy przeczytać w jego listach do rodziny: „więcej nauczę się sam w tydzień, niż przez miesiąc w szkole”.
Podczas II wojny światowej Laurence odszedł z pracy i skupił się głównie na anarchizmie. Poznał Ralpha Borsodiego i jego School of Living w Hrabstwie Rockland pod koniec lat czterdziestych i zawiązał z nim przyjaźń, która trwała aż do śmierci. Kiedy zmarła żona Borsodiego przeniósł się do (i kupił) Borsodi's Doghouse Homestead w Suffern w stanie Nowy Jork. Resztę życia spędził jako pustelnik, publikując artykuły w różnych czasopism. Zmarł 12 sierpnia 1975.

## Poglądy
Labadie był zdecydowanym krytykiem kapitalizmu, odnosząc się do niego jako do systemu „rządowej ochrony i rozpieszczania”, a jego wadę stanowił brak konkurencji. Labadie było bliskie antykapitalistyczne podejście Benjamina Tuckera.
Wyrażał swoje poparcie dla idei unieważnienia przysięgłych w społeczeństwie anarchistycznym. Skrytykował proponowany przez Murraya Rothbarda system sądowniczy, który nie pozwoliłby na unieważnienie ławy przysięgłych, mówiąc, że podtrzymałby „to samo ekonomiczne zło, które jest w gruncie rzeczy przyczyną sporów i konfliktów międzyludzkich”. 
Pisał do wielu czasopism anarchistycznych. Oprócz „Discussion” był także współpracownikiem „A Way Out”, „The Interpreter” i „Journal of Human Relations”. Tam często prowadził debaty lub krytykował współczesnych anarchistów i libertarian, takich jak Murray Rothbard, Sidney Parker czy Ayn Rand. 

## Ważniejsze publikacje
- Origin and Nature of Government (1958)
- Anarchism Applied to Economics (1933)
- Selected Essays (1978); zbiór esejów Laurence'a opracowany przez James J. Martina